# Mérion de Lambert
Vous lisez un « bon article » labellisé en 2009.
Malurus lamberti
Espèce
Statut de conservation UICN

 LC  : Préoccupation mineure
Le Mérion de Lambert (Malurus lamberti) est une espèce de passereaux de la famille des Maluridae, qui doit son nom vernaculaire au botaniste anglais Aylmer Bourke Lambert. Il est endémique d'Australie, où il vit dans divers habitats dispersés dans tout le continent. On lui reconnaît cinq sous-espèces. Cet oiseau présente un fort dimorphisme sexuel : le mâle arbore un plumage nuptial aux couleurs éclatantes, avec les plumes scapulaires (de la base des ailes) de couleur châtaigne, la calotte ainsi que les oreilles et leur pourtour sont bleues. En revanche, les femelles, les juvéniles et les mâles en dehors de la période de reproduction ont le plumage principalement gris-brun, mis à part les deux sous-espèces M. l. rogersi et M. l. dulcis dont les femelles ont le plumage bleu-gris.
Comme d'autres Maluridés, le Mérion de Lambert est une espèce sociable, qui forme de petits groupes d'oiseaux maintenant et défendant de petits territoires tout au long de l'année. Les groupes se composent d'un couple monogame, aidé par plusieurs oiseaux dans l'élevage des jeunes. Lors de la parade nuptiale, les mâles arrachent et exhibent des pétales jaunes aux femelles. Ces oiseaux sont principalement insectivores et chassent à l'abri de la végétation broussailleuse, à travers 90 % de l'Australie continentale, ce qui représente une distribution plus grande que pour tout autre Maluridé.

## Morphologie

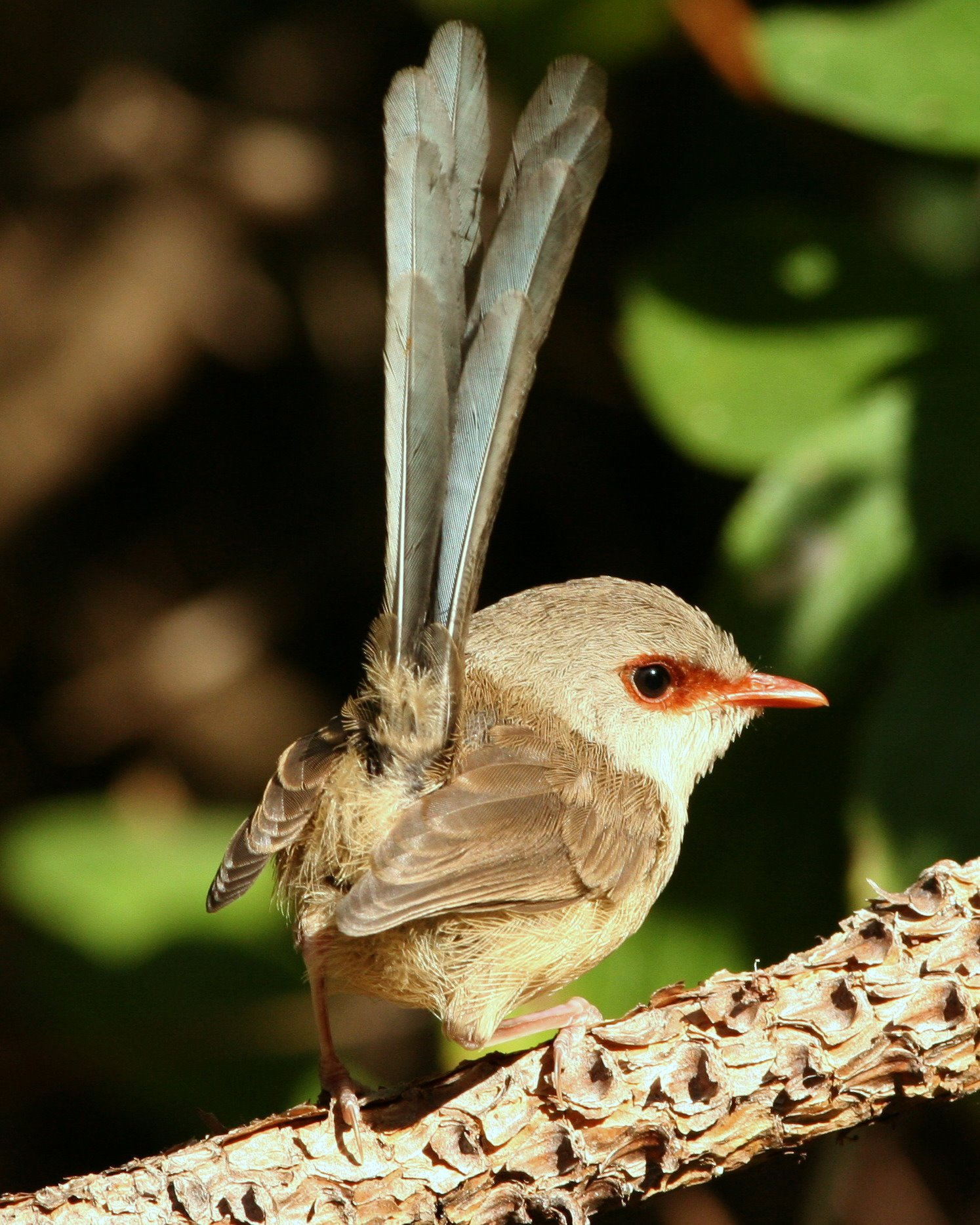
Femelle de la sous-espèce M. lamberti lamberti.

Le Mérion de Lambert adulte mesure entre 14 et 15 cm de long pour un poids compris entre 6 et 11 g. Comme les autres Maluridés, l'espèce présente un remarquable dimorphisme sexuel en saison de reproduction.
Les mâles ont une livrée nuptiale très visible, faite d'un bleu brillant, et de couleur châtaigne contrastant sur le noir et le gris-brun. La couronne et les touffes des couvertures auriculaires, couvrant les oreilles et les joues, brillamment colorées sont fièrement affichées lors de la parade nuptiale. Durant la période de reproduction, le mâle a le sommet de la tête d'un bleu éclatant, la couronne souvent légèrement plus sombre que les couvertures auriculaires. La gorge et la nuque sont alors noires, le dos bleu royal, les épaules châtaigne et la queue gris-bleuâtre. Les ailes sont gris-brun et le ventre crème. En dehors de cette période, les mâles affichent le même plumage que les femelles et les juvéniles, aux tons principalement gris-brun.

Tous les mâles adultes ont le bec et les lores noirs, alors que les femelles ont le bec brun-rouge et les lores d'un roux lumineux. Le bec des mâles immatures devient noir à l'âge de six mois. Le jeune mâle revêt son plumage nuptial dès la saison de reproduction suivant sa naissance. Cette première mue peut être incomplète, avec des plumes brunâtres résiduelles, et peut prendre une année ou deux de plus pour se parfaire. Les deux sexes muent en automne à la fin de la saison de reproduction, les mâles revêtant leur plumage d'éclipse. La mue suivante s'effectuera en hiver ou au printemps, pour recouvrer la livrée nuptiale. La forte iridescence du plumage bleu, en particulier celui des couvertures auriculaires des mâles est due à la surface aplatie et tordue des barbules. Le plumage bleu réfléchit aussi fortement la lumière ultraviolette, ce qui permet peut-être à l'oiseau d'être plus visible des autres mérions, dont la perception chromatique s'étend à cette partie du spectre.

## Écologie et comportement

### Locomotion
Comme les autres maluridés, cet oiseau est très vif et remuant lorsqu'il prospecte pour se nourrir, en particulier sur les terrains ouverts, au ras du sol, mais également au bas des feuillages. Il se déplace par séries de légers sautillements, s'équilibrant grâce à sa grande queue, qu'il tient relevée, droite, et rarement à plat. Les ailes courtes et arrondies sont adaptées aux décollages brusques et sont utiles pour de courts vols, mais pas pour des déplacements prolongés.

### Alimentation
Le Mérion de Lambert est principalement insectivore, chassant fourmis, sauterelles, mouches, scarabées, charançons et diverses larves. Contrairement aux Mérions superbes cherchant plutôt leur nourriture au sol, les Mérions de Lambert prospectent au creux de la végétation broussailleuse, à deux mètres au-dessus du sol.
Au printemps et en été, les oiseaux sont actifs de jour, prospectant de temps à autre, en chantant. Les insectes sont nombreux et faciles à attraper, ce qui permet aux oiseaux de se reposer entre les excursions. Souvent les oiseaux du groupe s'abritent et se reposent ensemble pendant la chaleur du jour. En hiver, la nourriture est plus difficile à trouver, aussi les mérions sont obligés de la chercher continuellement dans la journée.

### Comportement social et chant
La communication vocale entre les Mérions de Lambert est principalement utilisée entre des oiseaux d'un même groupe social, pour annoncer et défendre un territoire. Le chant typique est une succession très rapide de courts éléments (à la fréquence de 10 à 20 par seconde), chant durant entre 1 et 4 secondes. Le chant du Mérion de Lambert est le plus doux de tous les Maluridés. Les oiseaux restent en contact les uns avec les autres par des tsst ou des appels en siiii, alors qu'un tsit court et aigu sert d'appel d'alarme.
Le Mérion de Lambert est particulièrement sociable, des couples ou de petits groupes d'oiseaux maintenant et défendant de petits territoires toute l'année durant. Bien que cette espèce ait été moins étudiée que le Mérion superbe et le Mérion splendide, on estime que le Mérion de Lambert est vraisemblablement socialement monogame et sexuellement promiscueux, c'est-à-dire que les deux partenaires copulent avec les membres d'autres couples. Les jeunes sont nourris de manière équitable par les deux parents, tandis que d'autres oiseaux les aident dans la défense du territoire, l'alimentation et l'élevage des jeunes,. Les oiseaux d'un même groupe se perchent côte à côte dans la végétation dense, se lissent mutuellement les plumes. Les groupes les plus grands comptent jusqu'à 10 individus, bien qu'il reste incertain de savoir si, lors de l'observation, les oiseaux étaient regroupés volontairement ou fortuitement.

### Reproduction

#### Nidification

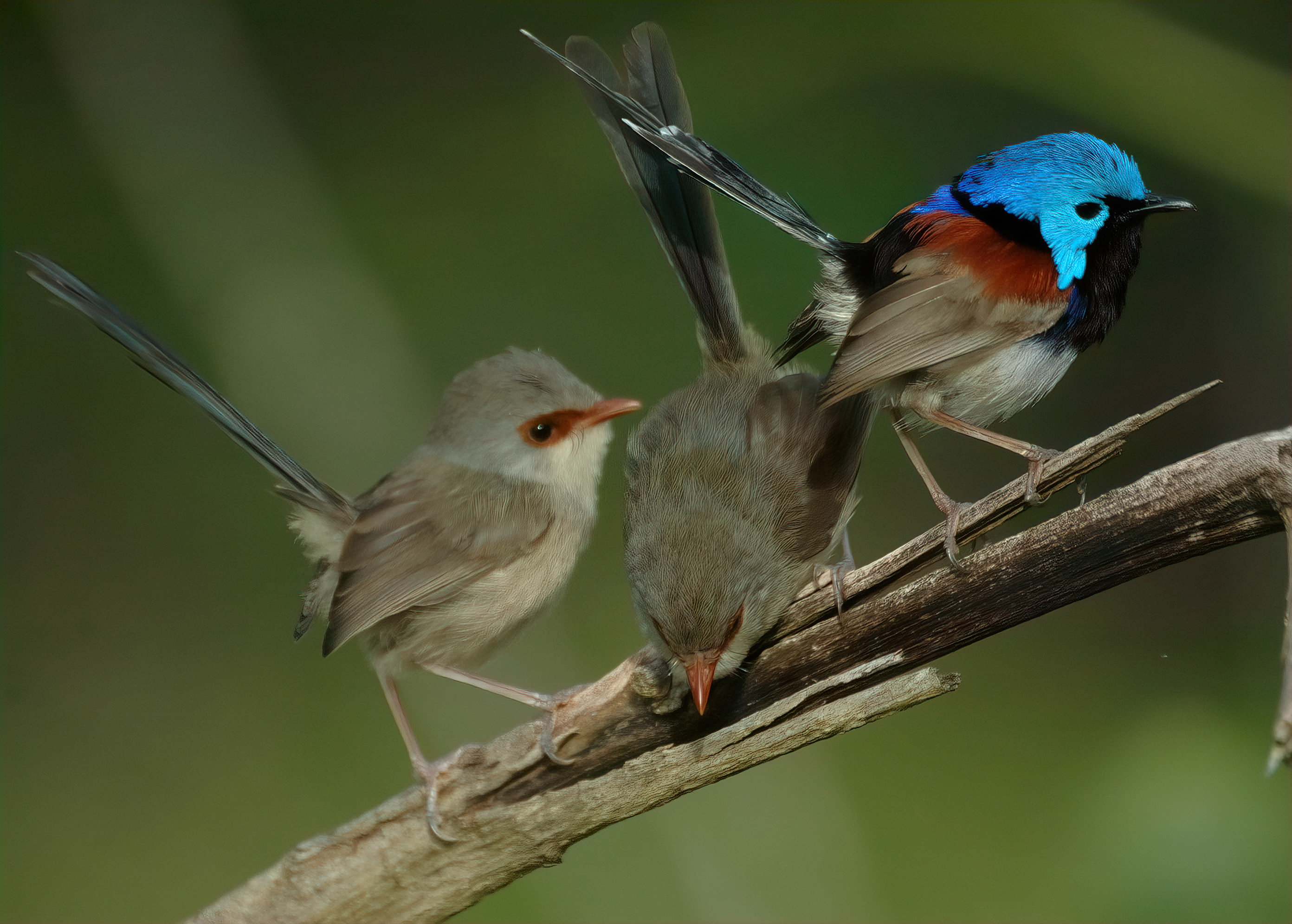
Deux femelles et un mâle à Dayboro dans le Queensland en Australie.

La reproduction a lieu entre le printemps et la fin de l'été, mais le couple peut avoir jusqu'à trois couvées par an. Comme chez d'autres maluridés, les mâles portent des pétales de fleurs aux couleurs brillantes aux femelles pour leur faire la cour. Chez cette espèce, les pétales qui ont été observés étaient jaunes. Les pétales sont arborés à une femelle sur le territoire du mâle ou pas.
Le nid est souvent construit à moins d'un mètre au-dessus du sol, dans la végétation dense. Il a une forme sphérique, constitué d'herbes et de toiles d'araignées grossièrement assemblées, avec une entrée latérale.
Le couple a une, parfois deux couvées en une saison. Chacune d'elles est constituée de trois ou quatre œufs blanc mat avec des taches et des points brun-rougeâtre, mesurant 12 × 16 mm.

#### Élevage des jeunes
La femelle couve ces œufs pendant 14 à 16 jours, au bout desquels les oisillons sont nourris, et leurs sacs fécaux retirés du nid par tous les membres du groupe durant 10 ou 12 jours, temps suffisant pour que leurs premières plumes poussent. Les parents, aidés d'autres membres du groupe, les nourriront pendant un mois.
Les jeunes oiseaux restent souvent dans le groupe où ils sont nés et aident pendant un an ou plus avant de rejoindre un autre groupe, bien que certains partent et nichent dès la première année.

#### Prédation des couvées et parasitisme
Parmi les principaux prédateurs des couvées de ce mérion, on peut nommer le Cassican flûteur (Gymnorhina tibicen) et les cassicans du genre Cracticus, le Martin-chasseur géant (Dacelo novaeguineae), les réveilleurs (Strepera sp.), les corneilles et les corbeaux (Corvus sp.), les pitohuis du genre Colluricincla, ainsi que des mammifères introduits tels le Renard roux (Vulpes vulpes), les divers chats sauvages ou errants, et le Rat noir (Rattus rattus). Le Mérion de Lambert peut adopter une attitude défensive particulière nommée course du rongeur afin de distraire des prédateurs et les détourner du nid. L'oiseau abaisse la tête, le cou et la queue, se tient ailes dépliées et plumes ébouriffées, tout en s'enfuyant à toute vitesse et en émettant des cris d'alarme continus.
Les Mérions de Lambert sont souvent la cible de parasitisme de couvée de la part du Coucou de Horsfield (Chrysococcyx basalis) et, dans une moindre mesure, du Coucou des buissons (Cacomantis variolosus) et du Coucou à éventail (Cacomantis flabelliformis).

## Répartition et habitat

### Distribution géographique

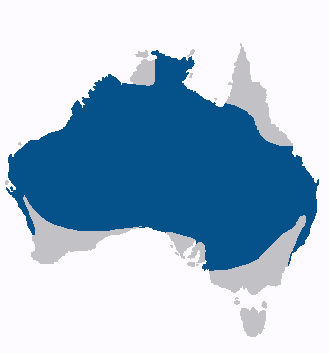
Répartition du Mérion de Lambert, en Australie.

Le Mérion de Lambert vit dans la quasi-totalité de l'Australie, chaque sous-espèce occupant une zone différente (voir le paragraphe Sous-espèces). Son aire de répartition couvre 5 920 000 km2, si l'on en croit BirdLife International. Il cohabite en Australie avec trois autres espèces du genre Malurus : le Mérion ravissant (Malurus amabilis) au cap York, le Mérion élégant (M. elegans) à l'extrême sud-ouest de l'Australie, et le Mérion à gorge bleue (M. pulcherrimus) au sud-est de l'Australie occidentale et dans la péninsule d'Eyre.

### Habitat
Il vit dans les maquis, où l'abondance de la végétation fournit une couverture dense. Au nord et à l'intérieur de l'Australie, il préfère les affleurements rocheux et les plantes des genres Acacia, Eremophila ou Muehlenbeckia. Il peut aussi se mettre à l'abri dans les terriers de mammifères pour éviter les grosses chaleurs. Les pinèdes et les terrains plantés d'eucalyptus sont généralement peu convoités, car offrant peu de broussailles.

En ville, par exemple dans la périphérie de Sydney, il privilégie des terrains plus couverts que ceux fréquentés par le Mérion superbe, bien qu'un relevé de 2007 dans la banlieue nord de Sydney suggère que ce mérion puisse aussi s'acclimater aux zones industrielles.

## Systématique
Le Mérion de Lambert a été officiellement décrit la première fois en 1827 par Nicholas Aylward Vigors & Thomas Horsfield. Cette espèce était initialement considérée comme une variante de coloration du Mérion superbe. La dénomination spécifique lamberti rend hommage au collectionneur et botaniste britannique Aylmer Bourke Lambert. C'est l'une des douze espèces du genre Malurus, regroupant des oiseaux plus communément connus sous le nom de « Mérions », trouvés en Australie et dans le sud de la Nouvelle-Guinée.
Les Maluridés, dont le Mérion de Lambert fait partie, étaient initialement classés dans la famille des Muscicapidae ou celle des Sylviidae, avant d'être placés dans une nouvelle famille reconnue en 1975, celle des Maluridae. Plus récemment, des analyses ADN ont montré que la famille était liée aux Meliphagidae et au Pardalotidae, dans la superfamille des Meliphagoidea,.

### Sous-espèces

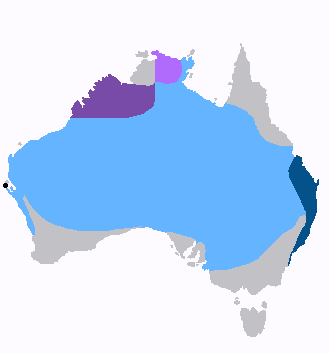
Carte approximative de la répartition des sous-espèces du Mérion de Lambert :
M. l. assimilis
M. l. lamberti
M. l. dulcis
M. l. rogersi
M. l. bernieri

On reconnaît à ce taxon cinq sous-espèces aux aires de répartition différentes. Mais alors que les frontières séparant M. lamberti des autres Malurus sont bien définies, on trouve pour les sous-espèces des zones où des formes intermédiaires entre deux sous-espèces peuvent être trouvées. Ainsi, M. l. assimilis et M. l. dulcis étaient considérées comme espèces distinctes dans le passé. Cependant, l'analyse moléculaire pourra nous éclairer plus précisément et la taxonomie peut encore changer.
- M. l. lamberti, la sous-espèce type vivant sur la côte Est de l'Australie et décrite par Vigors et Horsfield en 1827. Contrairement aux autres sous-espèces, la tête du mâle en plumage nuptial est d'un bleu plus uniforme, avec la couronne azur et les couvertures auriculaires plus claires. Le dos est également plus bleu que violet[r 3].
- M. l. assimilis a l'aire de répartition la plus grande, s'étendant dans une majeure partie du centre de l'Australie, depuis le Queensland et la Nouvelle-Galles du Sud jusqu'aux côtes occidentales du pays[2]. Elle fut décrite pour la première fois par l'ornithologue australien Alfred John North en 1901. Les mâles reproducteurs de cette sous-espèce diffèrent de M. l. lamberti par leur calotte bleu-violet plus foncée et un dos plus pourpre, tout comme M. l. dulcis et M. l. rogersi. En revanche, les femelles sont identiques[r 3]. Il y a une large aire où vivent des formes intermédiaires entre cette sous-espèce et M. l. lamberti, zone encadrée par Goondiwindi, Wide Bay, Rockhampton et Emerald, au sud du Queensland[18].
- M. l. bernieri fut décrite par Ogilvie-Grant en 1909. Elle tire son nom de l'unique île où on la trouve, l'île Bernier, dans la baie Shark, à l'extrême côte Ouest de l'Australie[19]. Elle est considérée comme vulnérable dans le cadre du Plan d'Action pour les Oiseaux Australiens (The Action Plan for Australian Birds 2000)[20].
- M. l. dulcis vit en Terre d'Arnhem[2]. Cette sous-espèce a été décrite en 1908 par un ornithologue amateur australien, Gregory Macalister Mathews[21], bien qu'elle fût à l'époque, tout comme M. l. rogersi, considérée comme sous-espèce du Mérion ravissant (M. amabilis).
- M. l. rogersi, aussi décrite par Mathews, en 1912[22] vit dans le Kimberley. Bien que les mâles soient semblables à ceux de la sous-espèce largement répandue, assimilis, les femelles sont principalement bleu-gris plutôt que gris-brun. Il existe une large zone où vivent des femelles hybrides des deux sous-espèces, s'étendant du nord-est de l'Australie occidentale, jusqu'au nord du Territoire du Nord[23].

### Histoire évolutive
Pour un article plus général, voir Histoire naturelle de l'Australie.
Dans sa monographie de 1982, l'ornithologue Richard Schodde a proposé une origine nordique pour les quatre espèces lamberti, amabilis, elegans et pulcherrimus, en raison de la présence de diverses espèces dans le nord et de leur absence dans le sud-est du continent. Les ancêtres de ces oiseaux se sont éparpillés vers le sud, et ont colonisé le sud-ouest au cours d'une période plus humide et plus chaude, il y a de cela deux millions d'années, à la fin du Pliocène, au commencement du Pléistocène. Par la suite, des conditions climatiques plus fraîches et plus sèches se sont accompagnées d'une réduction de la taille de l'habitat et d'une fragmentation des populations. Les oiseaux du sud-ouest ont donné naissance aux Mérions élégants, alors que ceux du nord-ouest du continent devenaient le Mérion de Lambert, et encore d'autres populations isolées dans le nord-est furent les ancêtres de l'actuel Mérion ravissant. Une période plus chaude et plus humide a de nouveau autorisé des oiseaux à se propager vers le sud. Le groupe qui s'est alors formé et qui occupe le sud de l'Australie centrale et la péninsule d'Eyre, est à l'origine du Mérion à gorge bleue. Une période plus froide va isoler le groupe et le faire ainsi évoluer vers une espèce distincte. Enfin, après la fin de la dernière période glaciaire, il y a 12 000-13 000 ans, le Mérion de Lambert va une nouvelle fois migrer vers le sud. Il en a résulté un chevauchement des territoires de chacune des trois espèces. D'autres études moléculaires pourraient modifier cette théorie.

## Le Mérion de Lambert et l'homme

### Philatélie
Le Mérion de Lambert a figuré sur des timbres postaux d'Australie : 1979 - valeur faciale de 40 c ; 2002 - valeur faciale de 45 c, de l'Australia Post paru en juin 2002, de la série Nature of Australia - Desert. Il a également figuré sur un timbre des États fédérés de Micronésie de valeur faciale de 60 c.

## Menaces et conservation
Cette espèce est classée par l'UICN en LC (préoccupation mineure).